# Цветы лиловые полей (фильм)
«Цветы лиловые полей» (англ. The Color Purple — «Цвета пурпура») — американский драматический фильм Стивена Спилберга, снятый по одноимённому роману лауреата Пулитцеровской премии Элис Уокер. Фильм был номинирован на премию «Оскар» в 11 категориях, но не получил ни одной (делит рекорд по наибольшему количеству номинаций без премий с фильмом «Поворотный пункт»). Вупи Голдберг получила премию «Золотой глобус» за лучшую женскую роль в драматическом фильме.

## Сюжет
Действие фильма происходит в первой половине XX века.
В 1909 году четырнадцатилетняя Сели Джонсон рожает второго ребёнка от отчима, которого считает родным отцом. Всю жизнь она терпела побои и унижения от этого деспотичного человека. Он забирает детей Сели, отдает местным чернокожим пасторам и приказывает дочери никому не говорить об этом.
Через некоторое время к семье Джонсон приезжает сосед фермер «Мистер», который хочет жениться на сестре Сели, Нетти. Но отец девушек отказывается отдавать младшую дочь Нетти, и вместо неё за «Мистера» выходит замуж Сели. Но новоиспечённый супруг оказывается таким же тираном, как отец главной героини. Когда Нетти приходит к Сели и ее мужу жить, «Мистер», начинает домогаться Нетти. Понимая, что рано или поздно он попытается изнасиловать младшую сестру, Нетти и Сели начинают быстро осваивать умение читать и писать, чтобы оставаться на связи, что бы ни случилось.
В одно утро происходит то, чего сестры так боялись, «Мистер» пытается изнасиловать сестру жены, но получает удар по яйцам. В бешенстве он прогоняет Нетти. Сели остается на ферме одна с детьми «Мистера» от предыдущего брака и мужем-садистом.
Нетти случайно попадает в ту самую семью пасторов, которым отдали детей ее сестры, и они отправляются миссионерствовать в Африку. Нетти обещает писать каждый день до конца жизни. Прошло очень много лет, Нетти писала каждый день, но её сестра Сели не получала писем — её муж прятал их у себя в комнате под половицами.

## В ролях
- Дэнни Гловер — Альберт (Мистер)
- Вупи Голдберг — Сели
- Маргарет Эйвери — Шуг Эвери
- Опра Уинфри — София
- Уиллард Э. Паг — Харпо
- Акосуа Бусиа — Нетти
- Десрета Джексон — Сели в юности
- Адольф Сизар — Старый Мистер

## Создатели фильма
- режиссёр — Стивен Спилберг
- сценарий — Элис Уолкер, Менно Мейес
- продюсеры — Питер Губер, Кэрол Изенберг, Куинси Джонс
- оператор — Аллен Давио
- композитор — Andraé Crouch, Куинси Джонс, Jeremy Lubbock
- художники — Джей Майкл Рива, Эджи Джерард Роджерс, Бо Уэлш
- монтаж — Майкл Кан

## Награды и номинации
| Премия                              | Категория                            | Номинант | Результат |
| ----------------------------------- | ------------------------------------ | --- | --------- |
| «Оскар»                             | Лучший фильм                         | Стивен Спилберг, Кэтлин Кеннеди, Фрэнк Маршалл, Куинси Джонс | Номинация |
| «Оскар»                             | Лучшая женская роль                  | Вупи Голдберг | Номинация |
| «Оскар»                             | Лучшая женская роль второго плана    | Маргарет Эйвери | Номинация |
| «Оскар»                             | Лучшая женская роль второго плана    | Опра Уинфри | Номинация |
| «Оскар»                             | Лучший адаптированный сценарий       | Менно Мейес | Номинация |
| «Оскар»                             | Лучшая музыка к фильму               | Куинси Джонс, Джереми Люббок, Род Темпертон, Каифус Семеня, Андре Крауч, Крис Бордман,Хорхе Каландрелли, Джоэл Розенбаум, Фред Стейнер, Джек Хэйес, Джерри Хей, Рэнди Кербер | Номинация |
| «Оскар»                             | Лучшая песня                         | Куинси Джонс, Род Темпертон, Лайонел Ричи («Miss Celie's Blues») | Номинация |
| «Оскар»                             | Лучшая операторская работа           | Аллен Давио | Номинация |
| «Оскар»                             | Лучший дизайн костюмов               | Эджи Джерард Роджерс | Номинация |
| «Оскар»                             | Лучшая работа художника-постановщика | Дж. Майкл Рива, Бо Уэлш, Линда Дессенна | Номинация |
| «Оскар»                             | Лучший грим и причёски               | Кен Чейз | Номинация |
| «Золотой глобус»                    | Лучший фильм — драма                 | | Номинация |
| «Золотой глобус»                    | Лучший режиссёр                      | Стивен Спилберг | Номинация |
| «Золотой глобус»                    | Лучшая женская роль — драма          | Вупи Голдберг | Победа    |
| «Золотой глобус»                    | Лучшая женская роль второго плана    | Опра Уинфри | Номинация |
| «Золотой глобус»                    | Лучшая музыка к фильму               | Куинси Джонс | Номинация |
| BAFTA                               | Лучший адаптированный сценарий       | Менно Мейес | Номинация |
| Национальный совет кинокритиков США | Лучший фильм                         | | Победа    |
| Национальный совет кинокритиков США | Лучшая женская роль                  | Вупи Голдберг | Победа    |
| Премия Гильдии режиссёров США       | Лучший режиссёр                      | Стивен Спилберг | Победа    |
| Премия Гильдии сценаристов США      | Лучший адаптированный сценарий       | Менно Мейес | Номинация |